# Indigene Pflanzen
Unter indigenen Pflanzen, auch autochthone Pflanzen genannt, versteht man solche Pflanzensippen, die in einem bestimmten Gebiet einheimisch sind, d. h., die sich dorthin ohne Einfluss des Menschen ausgebreitet haben und dort dauerhaft vorkommen und reproduzieren.
Davon unterscheidet man solche Pflanzenarten, die durch menschlichen Einfluss in das Gebiet gelangten, und zwar:
- Archäophyten vor dem Jahr 1492
- Neophyten ab dem Jahr 1492
- Kulturpflanzen

Ebenfalls unterschieden werden Pflanzenarten, die sich im Laufe der Evolution in einem begrenzten Lebensraum aus indigenen Pflanzen zu eigenständigen endemischen Arten entwickeln, die ausschließlich dort vorkommen.
In vielen Fällen ist die Einordnung einer Pflanzenart in die genannten Kategorien sehr schwer abzusichern. Die willkürlich erscheinende Trennung nach dem Jahr 1492 bezieht sich auf die Entdeckung Amerikas, nach der ein verstärkter Florenaustausch zwischen der Alten Welt und Neuen Welt ermöglicht wurde und aktiv vor allem viele Kulturpflanzen weltweit verbreitet wurden.
Die Fragen zur Zusammensetzung der Pflanzenwelt vergangener Epochen werden im Rahmen der Forschungsgebiete Vegetationsgeschichte und Archäobotanik bearbeitet.